# Carolina Klüft
Carolina Evelyn Klüft (ur. 2 lutego 1983 w Borås) – szwedzka lekkoatletka, uprawiająca siedmiobój, skok w dal i trójskok. Ma 178 cm wzrostu.
W 2003 podczas mistrzostw świata w Paryżu zdobyła tytuł mistrzyni świata, uzyskując przy tym wynik 7001 pkt. Tym samym jest trzecią kobietą w historii siedmioboju, która przekroczyła granicę 7000 pkt (pozostałe dwie to aktualna rekordzistka świata Jackie Joyner-Kersee – 7291 pkt oraz Łarisa Turczinska – 7007 pkt). W 2004 zdobyła tytuł mistrzyni olimpijskiej w Atenach, a w sierpniu 2005 w Helsinkach obroniła tytuł mistrzyni świata.
W 2006 zdobyła tytuł mistrzyni Europy wynikiem 6740 pkt, a w 2007 została halową mistrzynią Europy w pięcioboju. W czasie mistrzostw świata w 2007 w Osace zdobyła 7032 punkty, poprawiając tym samym poprzedni rekord Europy o 25 punktów. Po sezonie 2007 postanowiła zakończyć rywalizację w wielobojach i skoncentrować na startach w skoku w dal oraz trójskoku, jednak podczas Igrzysk w Pekinie (2008) nie zdołała zdobyć medali w tych konkurencjach. Oprócz rekordów w wielobojach Klüft ma w swoim dorobku rekordy Szwecji w innych konkurencjach m.in. halowy rekord w skoku w dal (6,92 m) oraz w sztafecie 4 × 400 metrów (3:31,28).
W 2012 ogłosiła zakończenie kariery z powodu kłopotów zdrowotnych.

## Sukcesy

### Igrzyska Olimpijskie
| Olimpiada  | Miejsce | Rok  | Konkurencja | Rezultat  |
| ---------- | ------- | ---- | ----------- | --------- |
| Ateny 2004 | Ateny   | 2004 | siedmiobój  | 1.miejsce |

### Mistrzostwa Świata
| Mistrzostwa Świata | Miejsce  | Rok  | Konkurencja | Rezultat  |
| ------------------ | -------- | ---- | ----------- | --------- |
| Paryż 2003         | Paryż    | 2003 | siedmiobój  | 1.miejsce |
| Helsinki 2005      | Helsinki | 2005 | siedmiobój  | 1.miejsce |
| Osaka 2007         | Osaka    | 2007 | siedmiobój  | 1.miejsce |

### Mistrzostwa Europy
| Mistrzostwa Europy | Miejsce   | Rok  | Konkurencja | Rezultat  |
| ------------------ | --------- | ---- | ----------- | --------- |
| Monachium 2002     | Monachium | 2002 | siedmiobój  | 1.miejsce |
| Göteborg 2006      | Göteborg  | 2006 | siedmiobój  | 1.miejsce |